# Alone (film 2017)
Alone è un film del 2017 diretto da David Moreau e tratto dal fumetto franco-belga Seuls di Bruno Gazzotti e Fabien Vehlmann, pubblicato dal 2005 sulla rivista Spirou.

## Trama
Svegliatasi tardi come ogni mattina, la sedicenne Leïla scopre con orrore che i suoi genitori, così come tutti gli altri adulti, sono scomparsi misteriosamente. Pensando di essere l'unica sopravvissuta ad un disastro inspiegabile, la ragazza finisce per incontrare altri quattro giovani: Dodji, Yvan, Camille e Terry. Insieme cercheranno di scoprire cosa è successo ed impareranno a sopravvivere in un mondo che è diventato ostile.

## Produzione

### Sviluppo
Dopo aver completato la produzione di 20 anni di meno nel 2013, il regista David Moreau volle interessarsi nuovamente al genere fantastico come aveva già fatto con il suo primo lungometraggio Them - Loro sono là fuori nel 2006 ed il suo primo remake americano The Eye nel 2008 insieme a Xavier Palud. Decise così di adattare da solo per il grande schermo i primi tre album della celebre Seuls, realizzata da Bruno Gazzotti e Fabien Vehlmann per la rivista Spirou.
Questo adattamento è prodotto da Abel Nahmias per Echo Films e coprodotto da David Moreau per Faust Films, con la partecipazione di Canal+ e Ciné+.

### Casting
L'invito a presentare candidature viene lanciato nel giugno 2014 per i ruoli dei cinque bambini rimasti improvvisamente soli nella loro città senza adulti. Studiocanal non rivelò la distribuzione fino alla fine di gennaio 2016: il giovane attore e umorista Stéphane Bak, visto in Una volta nella vita di Marie-Castille Mention-Schaar, qui interpreta il ruolo del capogruppo Dodji, oltre a Sofia Lesaffre, Kim Lockhart, Paul Scarfoglio, Jean-Stan DuPac e Thomas Doret.

### Riprese
In origine, le riprese erano previste per l'inizio del 2015 all'estero, in Spagna. David Moreau e il suo team iniziano quindi ufficialmente le riprese a partire dal 29 febbraio 2016 per un periodo superiore ai due mesi, comprese nove settimane nella regione parigina.
Nel marzo 2016, il centre CEA Saclay ospita per la prima volta le riprese di un film cinematografico. In Alone il reattore EL3 si chiama Bloc 26 « Elias » ed è la tana del terribile Maître des couteaux.
Il regista sceglie la città di Serris nel dipartimento di Senna e Marna dove, il 28 aprile 2016, i binari e i parcheggi intorno al municipio nel quartiere Gare, dove si trova anche il centro commerciale Val d'Europe, furono chiusi per un'intera giornata. L'équipe si insediò ugualmente nei quartieri di Cergy-Saint-Christophe nella Val-d'Oise, il 18 aprile 2016.
Studiocanal svelò, a inizio luglio 2016, una prima fotografia di una scena che mostra uno dei personaggi al centro di un sinistro luna park.

## Promozione
Il trailer è stato distribuito in anticipo ad ottobre 2016 sotto forma di teaser.

## Accoglienza

### Uscita
Alone è uscito nei cinema l'8 febbraio 2017 in Belgio, Francia e Svizzera romanda.

### Critica
Per Stéphane Dreyfus di La Croix si tratta di un "adattamento piuttosto riuscito di un fumetto di successo, questo fantastico film dipinge l'immagine di una gioventù in preda alla paura e ai dubbi". Anche Nathalie Simon del Figaro assicura al pubblico che il film "non è esente da errori, ma è da molto tempo uno dei più riusciti del genere. David Moreau ha mantenuto il lato ansiogeno e la suspense insiti nelle avventure della truppa.", così come Guillemette Odicino di Télérama crede che "se commette errori – compreso un montaggio eccessivamente ellittico e una fine sotto forma di "da continuare" – il regista riesce a mantenere la tensione, tra mistero e violenza".
Laurent Duroche di Mad Movies lo menziona "nella media" spiegando: "Se la sceneggiatura riesce a riunire personaggi di diverse classi sociali all'interno di una trama che è sia realistica che fantastica, il suo ultimo terzo capovolge tutto. In un'allegoria approssimativa che sradica il film dalle sue basi abilmente costruite per portarlo a una destinazione difficile da convincere.", così come Nicolas Schaller che aveva avvertito prima della sua uscita: "Il film si rivela, d'altra parte, piuttosto inquietante con il suo scenario stereotipato che naviga sulle paure dell'epoca (razzismo, inquinamento, neofascismo) senza riuscire a creare un minimo di empatia per questo Club des cinq della generazione Xbox".

### Box-office
Girato con un budget di 6,7 milioni di euro, il film ha incassato in giro per il mondo 2.385.151 dollari.